# Gryon unicolor
Gryon unicolor är en stekelart som först beskrevs av Alan Parkhurst Dodd 1914.  Gryon unicolor ingår i släktet Gryon och familjen Scelionidae. Inga underarter finns listade i Catalogue of Life.